# Alongkorn Prathumwong
Alongkorn Prathumwong (thailändisch อลงกรณ์ ประทุมวงศ์; * 28. Juni 1986 in Prachinburi), auch als Jack (thailändisch แจ็ค) bekannt, ist ein thailändischer Fußballspieler.

## Karriere
Alongkorn Prathumwong spielte 2014 beim Erstligisten Sisaket FC in Sisaket. Für den Club spielte er 33 Mal in der Thai Premier League. 2015 wechselte er zum Ligakonkurrenten Chonburi FC nach Chonburi. Mit Chonburi gewann er 2016 den thailändischen FA Cup. Für Chonburi absolvierte er 84 Erstligaspiele. Nach der Hinserie 2019 wechselte er zum ebenfalls in der Thai League spielenden Ratchaburi Mitr Phol nach Ratchaburi. Mit Ratchaburi stand er 2019 im Finale des FA Cup, dass man aber 1:0 gegen den Erstligisten Port FC verlor. 2019 absolvierte er sechs Erstligaspiele, 2020 kam er nicht zum Einsatz. Mitte 2020 verließ er Ratchaburi und wechselte nach Sisaket zum dortigen Zweitligisten Sisaket FC. Für Sisaket absolvierte er 2020 vier Zweitligaspiele. Am 1. Januar 2021 unterschrieb er einen Vertrag beim Ligakonkurrenten Uthai Thani FC. Am Ende der Saison musste er mit dem Verein aus Uthai Thani in die dritte Liga absteigen. Nach dem Abstieg verließ er Uthai Thani und ging nach Sakaeo, wo er sich dem Drittligisten Sakaeo FC anschloss. Mit dem Verein spielte er in der Eastern Region der Liga. Nach 14 Ligaspielen wechselte er im Dezember 2022 zum ebenfalls in der Eastern Region spielenden Bankhai United FC. Nach Ende der Saison wurde sein Vertrag nicht verlängert. Von Mai 2022 bis Dezember 2022 war er vertrags- und vereinslos. Im Januar 2023 nahm ihn sein ehemaliger Verein Bankhai United wieder unter Vertrag.

## Erfolge
Chonburi FC
- Thailändischer Pokalsieger: 2016

Ratchaburi MitrPhol FC
- Thailändischer Pokalfinalist: 2019